# Andy Marechal
Andy Marechal (17 januari 1978) is een Belgische schaker. Hij is een FIDE Meester (FM).